# Vloer

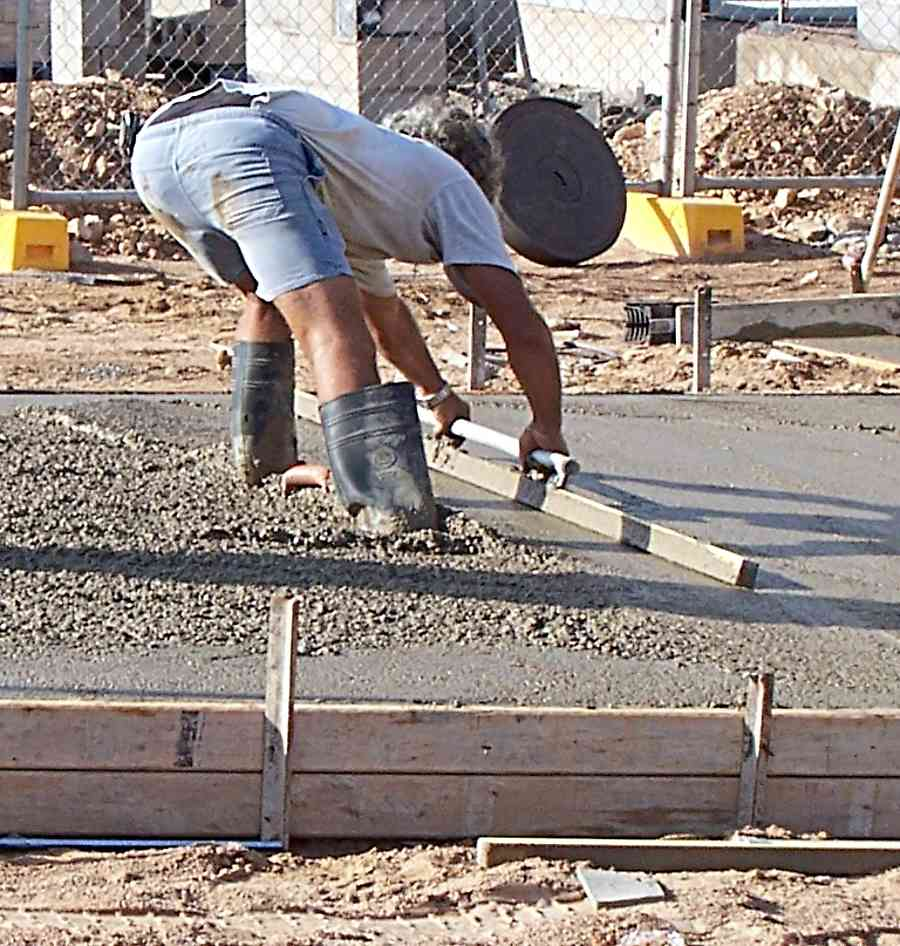
Het afreien (vlakmaken) van een betonvloer

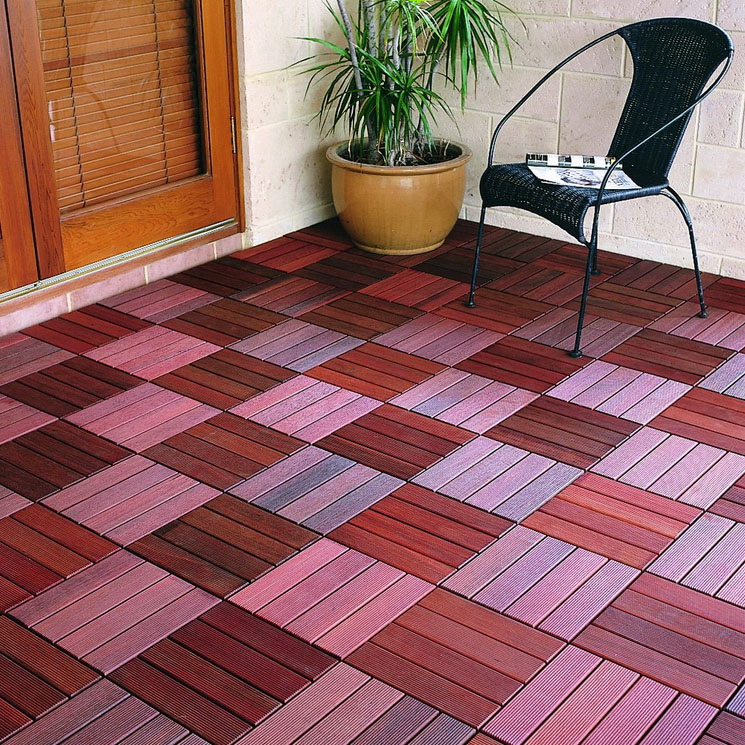
Vloerbedekking in een ruimte.

In de bouw kan het begrip vloer op veel manieren worden uitgelegd. De prefabindustrie denkt bij het woord vloer aan de vloerelementen die zij produceren, het vloerenbedrijf bedoelt de dekvloeren die ze aanbrengen en de stoffeerder denkt aan zijn vloerbedekking.

## Vloer als bouwkundig element
Een vloer is de bodem van een ruimte of vertrek in een gebouw.
Een vloer is een horizontaal en constructief element in een gebouw, dat een dragende en tevens een scheidende functie heeft. Het draagt wat op de vloer aanwezig is, zoals meubilair, apparatuur, mens en wanden. Het scheidt ruimten binnen eenzelfde gebouw, het scheidt binnen en buiten door middel van een dakvloer en het scheidt woningen als een woningscheidende vloer. 

### Vloertypen
Er zijn verschillende typen vloeren met hun specifieke eisen te onderscheiden:
- beganegrondvloer, isoleren tegen koude en optrekkend vocht;
- verdiepingsvloer, geluidisolatie en brandwerend;
- dakvloer, isoleren tegen warmte en koude, waterdicht, al of niet beloopbaar;
- keldervloer, waterdicht;
- woningscheidende vloer, geluidisolatie en brandwerend, de eisen zijn zwaarder dan bij een verdiepingsvloer in eenzelfde woning;

Aan elk van de hierboven genoemde vloertypen zijn dus specifieke eisen te stellen en dat geeft een andere samenstelling van de vloerconstructie per vloertype. In aardbevingsgebieden zullen andere eisen aan de vloeren worden gesteld dan in België en Nederland. Het toepassingsgebied speelt ook een rol, een fabrieksvloer zal aan andere eisen moeten voldoen dan een woningbouwvloer.